# 880-ті
Раннє Середньовіччя •  Епоха вікінгів •  Золота доба ісламу •  Реконкіста

## Геополітична ситуація
У Візантії правили Василій I Македонянин і Лев VI. Каролінзька імперія остаточно розпалася. Апеннінський півострів був розділений між численними державами: Італійським королівством франків, Папською областю, Візантією, незалежними герцогствами й землями, захопленими сарацинами. Більшу частину Піренейського півострова займав Кордовський емірат, на північному заході лежало християнське королівство Астурія, Іспанська марка була буферною зоною між Західним Франкським королівством та Аль-Андалусом. Усе десятиліття тривали походи вікінгів на Західну Європу. Англія була розділена між данським Данелагом та королівством Вессекс. Існували слов'янські держави Перше Болгарське царство, Велика Моравія, Приморська Хорватія, утворилася Київська Русь.
Аббасидський халіфат вступив у період занепаду й розпаду. Наближалося до кінця правління династії Тан у Китаї. Значними державами на території Індії були Пала, Пратіхара, Чола. В Японії тривав період Хей'ан. У степах між Азовським морем та Аралом існував Хазарський каганат.
На території лісостепової України у IX столітті літописці згадують слов'янські племена білих хорватів, бужан, волинян, деревлян, дулібів, полян, сіверян, тиверців, уличів. Київська Русь почала підпорядковувати їх. У Північному Причорномор'ї співіснують різні кочові племена, зокрема хозари, алани, тюрки, угри, кримські готи. Херсонес Таврійський належить Візантії.

## Події
- 882 року в Київ із Новгорода прийшов Олег, убив Аскольда і Діра. Цим розпочалася історія Київської Русі.
- Після смерті Мефодія 885 року почалося витіснення слов'янської мови й східного обряду з церковної літургії у Великій Моравії. Учні Мефодія втекли в Болгарію, де заснували Преславську та Охридську книжкові школи.
- Карл III Товстий востаннє об'єднав Каролінзьку імперію під єдиним правлінням, що тривало з 884 по 887 рік. Однак 887 року гранди королівства скинули його через неспроможність дати відсіч вікінгам. Після цього володіння франків розпалися на окремі держави.
- Повстання Хуан Чао в Китаї зазнало поразки.
- Війська Аббасидського халіфату придушили повстання зинджів.
- 882 — кінець понтифікату Папи Іоанна VIII.
- 882—884 — понтифікат Папи Марина I.
- 884—885 — понтифікат Папи Адріана III.
- 885 — початок понтифікату Папи Стефана V (VI).

## Культура
- Ноткер Заїка написав історію Карла Великого.